# Silberdikdik
Das Silberdikdik (Madoqua piacentinii) ist eine Kleinantilopenart aus der Tribus der Gazellenartigen (Antilopini).

## Beschreibung
Das Silberdikdik ist die kleinste Art der Dikdiks. Es erreicht eine Kopf-Rumpf-Länge von 45 bis 50 Zentimetern und eine Schulterhöhe von ca. 32 Zentimetern. Der Schwanz ist zwischen 3 und 4 Zentimetern lang. Es wird 2 bis 2,5 Kilogramm schwer. Das samtig weiche Fell ist silbrig bis gräulich. Die einzelnen Haare sind fein geringelt. Beine, Ohren und Schnauze sind sandfarben, die Nasenoberseite oft rotbraun. Die Ränder der Ohren sind schwarz.

## Verbreitung
Das Silberdikdik kommt in einem kleinen Verbreitungsgebiet im küstennahen, südöstlichen Somalia von Hobyo bis Mogadischu vor. Die Tiere bewohnen Dickichte, die oft vor allem von Aloen gebildet werden.

## Ernährung
Das Silberdikdik ist ein reiner Pflanzenfresser. Es ernährt sich von Trieben und Blättern von Sträuchern und von Kräutern.

## Systematik
Das Silberdikdik wurde 1911 durch den britischen Zoologen Ralph Evelyn Drake-Brockman erstmals wissenschaftlich beschrieben. Der Artzusatz im wissenschaftlichen Namen ehrt den italienischen Diplomaten Renato Piacentini, der Drake-Brockman bei seiner Arbeit half. Ursprünglich galt es als Unterart des Eritrea-Dikdiks (Madoqua saltiana) und bekam erst 1978 den Status einer eigenständigen Art. Es gehört innerhalb der Gattung der Dikdiks zur Untergattung der Windspielantilopen (Madoqua).

## Gefährdung
Der Gefährdungsgrad ist unklar. Die Art wird in der Roten Liste der IUCN unter „zu wenig Daten vorhanden“ (data deficient) gelistet.